# Бойко Пенчев
Бойко Пенчев е български литературовед и културолог, писател, преводач от английски и руски език, журналист (колумнист на в. „Дневник“) и доцент по литература в Софийския университет „Климент Охридски“, където е завършил българска филология. От 2015 г. до 2023 г. е декан на Факултета по славянски филологии към Софийския университет „Св. Климент Охридски“

## Биография
Роден е на 16 януари 1968 г. в с. Свежен, Пловдивско. Доктор по литературознание с дисертация на тема „Моделирането на аза при модерните кръгове и движения в българската литература от първата четвърт на ХХ век“ (2001).
Доцент по история на българската литература в СУ „Св. Климент Охридски“ (2005). Заместник-декан на Факултета по славянски филологии в СУ „Св. Климент Охридски“ (2007 – 2015) и декан (2015 – 2023).
От 1993 г. е редактор в седмичника „Литературен вестник“. Колумнист на в. „Дневник“. Наблюдател за литература на приложението на в. „Капитал“ „Капитал Light“.
Член на журито на Националния литературен конкурс за нов български роман „Развитие“ през 2016 г.
Член на журито на Националния младежки конкурс за поезия „Веселин Ханчев“ за 2000 г.

## Награди
- 1990 г. – втора награда (първа не се присъжда) в седмото издание на националния конкурс за ръкопис на недебютирал автор „Веселин Ханчев“[7];
- 1993 г. – лауреат на националната награда за дебют „Южна пролет“ със стихосбирката си „Стихосбирка“ (1992);
- 2000 г. – носител на националната награда за поезия „Иван Николов“ за стихосбирката „Слизане в Египет“;
- 2004 г. – носител на националната награда „Христо Г. Данов“ в категория „Представяне на българската книга“ [8], [9];
- 2007 г. – номинация за националната награда „Христо Г. Данов“ в категория „Хуманитаристика“ за превода на „Езиковият инстинкт“ на Стивън Пинкър[10]

### Художествени книги
- Стихосбирка (1992)
- Слизане в Египет. Пловдив: Жанет-45, 2000, 36 с. ISBN 954-491-058-1[11]
- Българска христоматия. София: Свободно поетическо общество, 1995 (в съавторство с Георги Господинов, Йордан Ефтимов и Пламен Дойнов)
- Българска антология. София: Свободно поетическо общество, 1998 (в съавторство с по-горните)

### Научни трудове
- Тъгите на краевековието. София: „Литературен вестник“, 1998. (ISBN 954-9602-04-4)[12]
- Българският модернизъм: моделирането на Аз-а. София: УИ „Св. Климент Охридски“, 2003, 259 с. (ISBN 954-07-1850-3). Второ, електронно издание: Издателство „Проектория“, 2012, 253 с. (ISBN 978-619-156-007-3).[13]
- Септември '23: идеология на паметта. София: Просвета, 2006, 200 с. (ISBN 978-954-01-1880-2)[14]
- Спорните наследства. София: „Литературен вестник“, 2017, 296 с.[15][16][17]
- Прогресисти и консерватори. София: УИ „Св. Климент Охридски“, 2023, 384 с.

### Преводи
- „Бог Върнън Литъл“ на ДБС Пиер (София: Изток-Запад, 2004) (ISBN 978-954-321-044-2)[18]
- „История и време“ на И.М. Савелиева и А.В. Полетаев (заедно с Христо Карастоянов, 2006)
- „Езиковият инстинкт: Как умът създава езика“ на Стивън Пинкър (София: Изток-Запад, 2007) (ISBN 978-954-321-314-6)
- „Материалът на мисълта: Езикът като прозорец към човешката природа“ на Стивън Пинкър (София: Изток-Запад, 2013) (ISBN 978-954-321-314-6)

### Учебници, помагала и методическа литература
- Учебник по литература за 8. клас (в съавторство с Илияна Кръстева, Виолета Герджикова и Олга Попова). София: Булвест 2000, 2017.
- Комплект работни листове по литература за 8. клас (в съавторство с Илияна Кръстева, Виолета Герджикова и Олга Попова). София: Булвест 2000, 2017.
- Книга за учителя по литература за 8. клас (в съавторство с Илияна Кръстева, Виолета Герджикова и Олга Попова). София: Булвест 2000, 2017.
- Учебник по литература за 9. клас (в съавторство с Виолета Герджикова и Илияна Кръстева). София: Булвест 2000, 2018.
- Комплект работни листове по литература за 9. клас (в съавторство с Виолета Герджикова и Илияна Кръстева). София: Булвест 2000, 2018.
- Книга за учителя по литература за 9. клас (в съавторство с Виолета Герджикова и Илияна Кръстева). София: Булвест 2000, 2018.
- Учебник по литература за 10. клас (в съавторство с Виолета Герджикова и Илияна Кръстева). София: Булвест 2000, 2019.
- Комплект работни листове по литература за 10. клас (в съавторство с Виолета Герджикова и Илияна Кръстева). София: Булвест 2000, 2019.
- Книга за учителя по литература за 10. клас (в съавторство с Виолета Герджикова и Илияна Кръстева). София: Булвест 2000, 2019.
- Учебник по литература за 11. клас (в съавторство с Илияна Кръстева). София: Булвест 2000, 2020.
- Учебник по литература за 11.-12. клас - профилирана подготовка. Модул: Критическо четене (в съавторство с Борис Минков и Владимир Игнатов). София: Клет България, 2020.

## Интервюта
- Интервю със Светла Петрова в предаването „В епицентъра“, 7.03.2013.